# Copa Pan-Americana de Hóquei sobre a grama Feminino de 2022
A Copa Pan-Americana de Hóquei sobre a grama Feminino de 2022 foi a sexta edição deste torneio, administrado e patrocinado pela Federação Pan-Americana de Hóquei (PAHF), reunindo as principais seleções deste esporte nas Américas. O Chile a sediou, com as partidas sendo realizadas na cidade de Santiago, no Prince of Wales Country Club.
A equipe da Argentina conquistou seu sexto título da Copa Pan-Americana (sendo a única campeã desta competição), assegurando uma vaga na Copa do Mundo de 2022.

## Regulamento e participantes
A competição teve duas fases distintas.
Na primeira delas, as equipes foram divididas em dois grupos, disputados com partidas dentro dos mesmos. A campeã de cada chave qualificou-se diretamente para as semifinais, enquanto que as segundas e terceiras colocadas avançaram para a fase de crossover, cujas equipes vencedoras classificaram-se também às semifinais e as perdedoras foram para a disputa pelo quinto e sexto lugares.
Na sequência, as vencedoras das semifinais foram para a disputa pelo título, enquanto as perdedoras se enfrentaram pelo terceiro lugar desta competição. As três primeiras colocadas classificaram-se diretamente para a Copa do Mundo de 2022, na Espanha e nos Países Baixos, além de permanecerem na Copa Pan-Americana em sua edição futura.
Além do Chile, se fizeram presentes as seleções de Argentina, Canadá, Estados Unidos, Peru, Trinidad e Tobago e Uruguai. A equipe do México estava qualificada para este campeonato, mas acabou desistindo de disputá-lo por razões de ordem interna.

## Jogos
Seguem-se, abaixo, as partidas realizadas nesta competição.

### Primeira fase

#### Grupo A
1ª rodada
| 19 de janeiro |     |         |         |  |  |
| Argentina     | 6–0 | Uruguai | Reporte |  |  |

2ª rodada
| 21 de janeiro |     |           |         |  |  |
| Chile         | 0–4 | Argentina | Reporte |  |  |

3ª rodada
| 23 de janeiro |     |       |         |  |  |
| Uruguai       | 0–4 | Chile | Reporte |  |  |

#### Classificação final - Grupo A
| Equipe    | Pts | J | V | E | D | GF | GC | Saldo |
| --------- | --- | - | - | - | - | -- | -- | ----- |
| Argentina | 6   | 2 | 2 | 0 | 0 | 10 | 0  | +10   |
| Chile     | 3   | 2 | 1 | 0 | 1 | 4  | 4  | 0     |
| Uruguai   | 0   | 2 | 0 | 0 | 2 | 0  | 10 | -10   |

- Fonte: Federação Internacional de Hóquei - FIH.[5]
- Convenções: Pts = pontos, J = jogos, V = vitórias, E = empates, D = derrotas, GF = gols feitos, GC = gols contra, Saldo = diferença de gols.
- Critérios de pontuação: vitória = 3, empate = 1, derrota = 0.
- Argentina classificada diretamente às semifinais. Chile e Uruguai avançaram a fase de crossover.

#### Grupo B
1ª rodada
| 19 de janeiro |      |      |         |  |  |
| Canadá        | 14–0 | Peru | Reporte |  |  |

| 19 de janeiro  |      |                   |         |  |  |
| Estados Unidos | 16–0 | Trinidad e Tobago | Reporte |  |  |

2ª rodada
| 21 de janeiro |     |                   |         |  |  |
| Peru          | 0–2 | Trinidad e Tobago | Reporte |  |  |

| 21 de janeiro  |     |        |         |  |  |
| Estados Unidos | 3–1 | Canadá | Reporte |  |  |

3ª rodada
| 23 de janeiro |      |                   |         |  |  |
| Canadá        | 13–0 | Trinidad e Tobago | Reporte |  |  |

| 23 de janeiro |      |                |         |  |  |
| Peru          | 0–20 | Estados Unidos | Reporte |  |  |

#### Classificação final - Grupo B
| Equipe            | Pts | J | V | E | D | GF | GC | Saldo |
| ----------------- | --- | - | - | - | - | -- | -- | ----- |
| Estados Unidos    | 7   | 3 | 2 | 1 | 0 | 16 | 1  | +15   |
| Canadá            | 6   | 3 | 2 | 0 | 1 | 28 | 3  | +25   |
| Trinidad e Tobago | 3   | 3 | 1 | 0 | 2 | 2  | 29 | -27   |
| Peru              | 0   | 3 | 0 | 0 | 3 | 0  | 36 | -36   |

- Fonte: Federação Internacional de Hóquei - FIH.[5]
- Convenções: Pts = pontos, J = jogos, V = vitórias, E = empates, D = derrotas, GF = gols feitos, GC = gols contra, Saldo = diferença de gols.
- Critérios de pontuação: vitória = 3, empate = 1, derrota = 0.
- Estados Unidos classificado diretamente às semifinais. Canadá e Trinidad e Tobago avançaram a fase de crossover.

### Fase final

#### Crossover
| 25 de janeiro |       |      |                   |         |  |  |
| C1            | Chile | 11-0 | Trinidad e Tobago | Reporte |  |  |

| 25 de janeiro |        |               |         |         |  |  |
| C2            | Canadá | 1-1 (SO: 3-0) | Uruguai | Reporte |  |  |

#### Semifinais
| 27 de janeiro |           |     |        |         |  |  |
| S1            | Argentina | 3-0 | Canadá | Reporte |  |  |

| 27 de janeiro |                |               |       |         |  |  |
| S2            | Estados Unidos | 1-1 (SO: 0-2) | Chile | Reporte |  |  |

#### Decisões
| 27 de janeiro |                   |     |         |         |  |  |
| 5/6           | Trinidad e Tobago | 0-5 | Uruguai | Reporte |  |  |

| 29 de janeiro |        |     |                |         |  |  |
| 3/4           | Canadá | 1-0 | Estados Unidos | Reporte |  |  |

| 29 de janeiro |           |     |       |         |  |  |
| 1/2           | Argentina | 4-2 | Chile | Reporte |  |  |

### Classificação final
| Posição | Equipe            |
| ------- | ----------------- |
| 1       | Argentina         |
| 2       | Chile             |
| 3       | Canadá            |
| 4       | Estados Unidos    |
| 5       | Uruguai           |
| 6       | Trinidad e Tobago |
| 7       | Peru              |

Convenções finais:
- Argentina, Chile e Canadá qualificaram-se para a Copa do Mundo de 2022.

## Premiações
Ao final desta competição, as seguintes atletas foram premiadas de maneira individual:
- Melhor jogadora: Maria Granatto (Argentina).
- Melhor goleira: Claudia Schuler (Chile).
- Artilheira: Erin Matson (Estados Unidos).

## Campeã
| Copa Pan-Americana de 2022 Hóquei sobre a grama feminino |
| -------------------------------------------------------- |
| Argentina Campeã (6º título)                             |